# Hansi
Voor de Frans-Elzassische schrijver en tekenaar Hansi zie Jean-Jacques Waltz.
Hansi is een nagar panchayat (plaats) in het district Hisar van de Indiase staat Haryana. 

## Demografie
Volgens de Indiase volkstelling van 2001 wonen er 75.730 mensen in Hansi, waarvan 54% mannelijk en 46% vrouwelijk is. De plaats heeft een alfabetiseringsgraad van 68%. 